# San Nicolás (Cartago)
San Nicolás es el cuarto distrito del cantón de Cartago, en la provincia de Cartago, de Costa Rica.
Su cabecera es Taras, la cual fue por mucho tiempo la principal salida de la ciudad de Cartago hacia San José. El distrito es la principal vía de entrada y salida de la ciudad de Cartago a la capital, por este transcurre la ruta nacional 2, sección sur de la carretera Interamericana en el país.

## Historia

### Quircot
En este distrito se encuentra el barrio contemporáneo de Quircot, de gran relevancia histórica durante el período colonial, al haber sido un importante punto de intercambio en la era prehispánica entre los pueblos pertenecientes a los cacicazgos de Acseri, Boruca, Coto, Garabito, Curridabá, Guarco, Pacaca, Pococí, Quepo, Suerre, Tariara, Votos y Talamanca.

### Taras
Taras es la cabecera del distrito, originalmente llamado Yara, al contrario que Quircot se fue convirtiendo con el tiempo en un floreciente asentamiento de criollos, de españoles de origen judaico-sefardita y de ladinos.

#### Toponimia
Sobre el origen etimológico de la palabra Yara , nombre original del poblado, dado que, aunque los pobladores originales de Quircot eran principalmente de la etnia Huetar, y ellos mantenían un intenso intercambio cultural y comercial con los otros pueblos de su área limítrofe, es de suponer que principalmente estaban más ligados social, económica, emocional y culturalmente con los que compartían su mismo origen cultural y étnico: -la familia sudamericana- chibchense -, con los que tendrían muchos elementos en común inclusive en su lenguaje, por lo que podemos también señalar algunas posibilidades como:
- Yara/Yaran: que en lengua Brunca implica futuro o devenir, es decir destino; de Ya: acción de tener y de Ummärá: estrella.
- Yara/Yarawi: que en lengua Bribri se refieren a la hija o el hijo de alguna persona, pueblo o deidad importante.
- Yara/Jara: también en lengua Bribri significa: trueno.
- Jara/Xara: que en la lengua Terraba significa: vara.

No se sabe a ciencia cierta en qué momento pasó a llamarse “Taras”, puede ser por el hecho de que ahí se ubicaba el puesto donde las autoridades españolas señalaban la “TARA” para averiguar el peso neto de todas las mercancías que salían o llegaban por la Calle Real, que conducía de la ciudad de Cartago, capital de la provincia colonial,  hasta el más importante puerto comercial de la Costa Rica de ese entonces: Caldera de Puntarenas y que por entonces pertenecía a la ciudad colonial de Esparza; para de esta forma establecer las tasas y poder cobrar los impuestos correspondientes a la Corona.
O tal vez sea cierto que el nombre se corresponda con la mórbida intención de los vecinos, por las numerosas “taras hereditarias” sufridas por los habitantes de esta población, producto de las “-consabidas conductas incestuosas de las gentes de origen: ‘ladino’ y 'judaico'"-…, que habitaron mayoritariamente en el lugar, que acostumbraban de casarse entre familia, incluso entre primos hermanos, para de esta manera proteger fortunas y propiedades y patrimonios familiares.
Puede que simplemente provenga de un vocablo de la lengua de los guatusos, muy similar y del mismo origen chibchense que la desaparecida lengua de los huetares, habitantes naturales del área, la palabra: Ok-Tara, que significa= piedra, lo que resultaría lógico si consideramos la gran cantidad de piedras distribuidas por todo el lugar y que son producto de las constantes inundaciones provocadas por los ríos circundantes.
O quizás simplemente fue un recurso utilizado por los pobladores europeos del lugar para evitar el nombre de YARA, que como los nombres de los antiguos y terribles caciques, brujos y guerreros de Quircot, tan amargos y deshonrosos recuerdos de su historia les traía a la mente.

## Ubicación
Se ubica a solamente 2 km al noroeste del centro de Cartago, ubicado en el extremo noroeste del Valle de El Guarco. Este distrito marca la división entre el Valle Central Oriental Y el Valle Central Occidental. Los límites políticos son los distritos al norte Llano Grande, al este Carmen y Occidental, al sur Guadalupe (Arenilla) y al oeste San Rafael del cantón de La Unión.

## Geografía
San Nicolás cuenta con un área de 29,23 km² y una altitud media de 1445 m s. n. m.
En este distrito se ubican al noroeste los Cerros de Ochomogo, que lo separan del Cantón de la Unión, al Norte comienzan las faldas del Volcán Irazú en dónde termina a los 2000 metros de altura con el distrito de Llano Grande y al Este es separado del centro de Cartago por el río Reventado. 

### Hidrografía
Los ríos del distrito corren hacia el Sur, desde las faldas del Volcán Irazú dónde transcurren hasta el río Reventazón en la vertiente del Caribe, entre los más importantes se encuentran el río Taras y el Reventado que se unen en el extremo Sur del distrito. Ambos ríos se desbordaban ocasionalmente en la época lluviosa ocasionado problemas y daños a las comunidades y al transporte.

## Clima
Ochomogo marca no solo el cambio de vertiente si no de la influencia climática del Caribe y la del Pacífico. El clima del distrito es más seco que el promedio en el país, aunque sufre ocasionalmente de inundaciones y desbordamientos de los ríos en la temporada de lluvias. Las estaciones seca y lluviosa no están bien definidas aunque la primera va de enero a abril y la lluviosa de mayo a diciembre. Es importante destacar que los meses de junio, julio, agosto y septiembre el nivel de lluvias es inferior al del Valle Central Occidental y se dan por lapsos cortos. A diferencia los meses más lluviosos van de octubre a comienzos de enero. La temperatura entre los meses de noviembre y marzo desciende por la influencia de los vientos alisios y el invierno del Hemisferio Norte. En esta época las noches alcanzan un mínimo de 10 grados centígrados y durante el día las temperaturas varían entre los 15 y 24 grados. En el resto del año son más constantes y cálidas entre los 16 grados en las noches y de 18 a 26 grados durante el día. El mes más caluroso es abril aunque rara vez la temperatura supera los 26 grados centígrados, esto debido en parte a su altitud.

## Demografía
Para el año 2022, San Nicolás cuenta con una población estimada de 28 544 habitantes, y para el último censo efectuado, en 2011, San Nicolás contaba con una población de 25 948 habitantes.
Es el segundo distrito más poblado del cantón (solamente superado por Aguacaliente) y es uno de los más poblados de la provincia.

## Localidades
- Cabecera: Taras
- Barrios: Alto de Ochomogo, Caracol, Cooperrosales, Cruz, Espinal, Johnson, Lima, Loyola, Nazareth, Ochomogo, Orontes, Pedregal, Quircot, Ronda, Rosas, San Nicolás, Violín.
- Poblados: Alto de Ochomogo, Angelina, Banderilla, Kerkua, Molina, Poroses.

## Economía
Es uno de los distritos más industrializados en la provincia, quizás debido en parte a su posición de salida, en este se encuentra una de las instalaciones de la Refinadora Costarricense de Petróleo, VICESA (Vidriera Centroamericana), Grupo Kativo, CAVICA, FAISA entre otras más. A pesar de estar tan cerca del centro de Cartago, la ganadería y en menor medida la agricultura sigue teniendo importancia principalmente en los alrededores de la zona urbana. En Taras se encuentra la principal vía de salida de los productos agrícolas del norte de la provincia como Tierra Blanca y Llano Grande o cantones como Oreamuno, Alvarado y la región norte de Turrialba. La actividad comercial es relevante debido a los supermercados y tiendas abiertas cerca del barrio de La Lima a la orilla de la autopista Florencio del Castillo en los últimos años.

### Turismo
Entre los lugares que se pueden visitar en el distrito se destaca el Parque Ambiental Río Loro en La Angelina, para llegar se debe desviar en el Alto de Ochomogo en las Instalaciones de RECOPE, 3 km camino a Llano Grande. A poca distancia de aquí se encuentra La Angelina MTB un parque de senderos recreativos para caminar, correr y el ciclismo de montaña. 
Otro sitio de interés es el Templo colonial de Quircot, la edificación más antigua de Costa Rica [cita requerida], ubicada 2 km Norte, en la primera intersección a la izquierda después de la desviación a Taras desde la carretera Florencio del Castillo, en sentido San José-Cartago.

## Transporte

### Carreteras
Al distrito lo atraviesan las siguientes rutas nacionales de carretera:
- Ruta nacional 2
- Ruta nacional 10
- Ruta nacional 218
- Ruta nacional 219
- Ruta nacional 236

### Ferrocarril
El Tren Interurbano administrado por el Instituto Costarricense de Ferrocarriles, atraviesa este distrito.